# Annie Anzieu
Annie Anzieu (Francia, 1924-París, Francia; 10 de noviembre de 2019) fue una psicoanalista y ensayista francesa.

## Biografía
Tuvo una maestría en filosofía y un diploma en logopedia. En 1958, obtuvo la primera plaza hospitalaria de logopeda en el hospital de la Salpêtrière.
Fue miembro honorario de la Association psychanalytique de France. En 1984, cofunda junto con Florence Guignard, la Asociación para el psicoanálisis de la niñez, después, en 1994 funda la Société européenne pour la psychanalyse des enfants et des adolescents (SEPEA). De dónde fue vicepresidenta y fue miembro honoraria. También dirigió el departamento de psicoterapia en el servicio de psiquiatría de la niñez del hospital de la Salpêtrière.

## Publicaciones
- (coll.) Psychanalyse et langage. Du corps à la parole, 1977 ISBN 978-2040045616
- La Femme sans qualité. Esquisse psychanalytique de la féminité, Dunod, 1989 ISBN 978-2100489138
- L’inquiétante féminité. A propos de l’adolescence, Adolescence, 21, 1993/1,  « Clinique de la honte ».
- Détachement, renoncement, séparation, en Journal de la psychanalyse de l’enfant, n°16, Ruptures et changements, 1997.
- Le Jeu en psychothérapie de l'enfant, con Christine Anzieu-Premmereur & S. Daymas, 2000 ISBN 978-2100508402
- (coll.) Les enveloppes psychiques, Dunod, coll. « Inconscient et culture » ISBN 978-2100591886
- Le Travail du psychothérapeute d'enfant, Dunod, coll. « Psychothérapies », 2014 ISBN 978-2100715725
- Le Travail du dessin en psychothérapie de l'enfant, con Loïse Barbey, Dunod, coll. « Psychothérapies », 2012 ISBN 978-2100573318